# Wybory prezydenckie w Polsce w 1922 roku (20 grudnia)
Wybory prezydenckie w Polsce 20 grudnia 1922 r. odbyły się 20 grudnia (jedna tura). Przeprowadzone zostały zaledwie 11 dni po poprzednich wyborach. Wynikało to z zabójstwa świeżo wybranego prezydenta, którym był Gabriel Narutowicz. O stanowisko głowy państwa ubiegało się dwóch kandydatów.

## Wyniki
| Kandydat                | Przynależność partyjna  | Głosy w I turze |
| ----------------------- | ----------------------- | --------------- |
| Stanisław Wojciechowski | PSL Piast               | 298 (57%)       |
| Kazimierz Morawski      | Związek Ludowo-Narodowy | 221 (43%)       |